# Manuel Villavicencio Montúfar
Manuel de Villavicencio y Montúfar (nacido en octubre de 1822 en Quito - Ecuador, fallecido el 12 de enero de 1871, Quito - Ecuador) fue un geógrafo, médico, químico, botánico, arqueólogo y político ecuatoriano. Destacó por la publicación de su Geografía del Ecuador, un tratado científico que incluye información histórica, arqueológica, orográfica y botánica de dicho país. Además también hizo el primer mapa del territorio de Ecuador desde que dicho territorio se había independizado de la monarquía española. Además estudió científicamente la ayahuasca y sus efectos. Fue gobernador de la Provincia Oriental, lo que hoy es toda la región amazónica dividida en seis provincias. Buscó su desarrollo a través de la creación de caminos y el impulso de la agricultura. Por esta razón fue uno de los científicos más destacados en su país durante el siglo XIX.

## Reseña biográfica

### Orígenes y educación
Manuel Villavicencio nació en Quito en octubre de 1822, durante las guerras de independencia. Se desconoce con certeza el día de su nacimiento. Su infancia la vivió en un ambiente de arte y cultura, por el origen aristocrático de su familia. Como era de costumbre en las familias acomodadas de la época aprendió las primeras letras con su madre, es decir su formación inició a través del homeschooling. En 1840 ingresó a la Universidad Central de Ecuador, recién fundada después de las reformas del siglo pasado posterior a la expulsión de los jesuitas y su restauración después de las guerras de la independencia. En ese momento se llamaba Universidad Santo Tomás de Aquino. Ahí estudiaría Farmacia y Química.

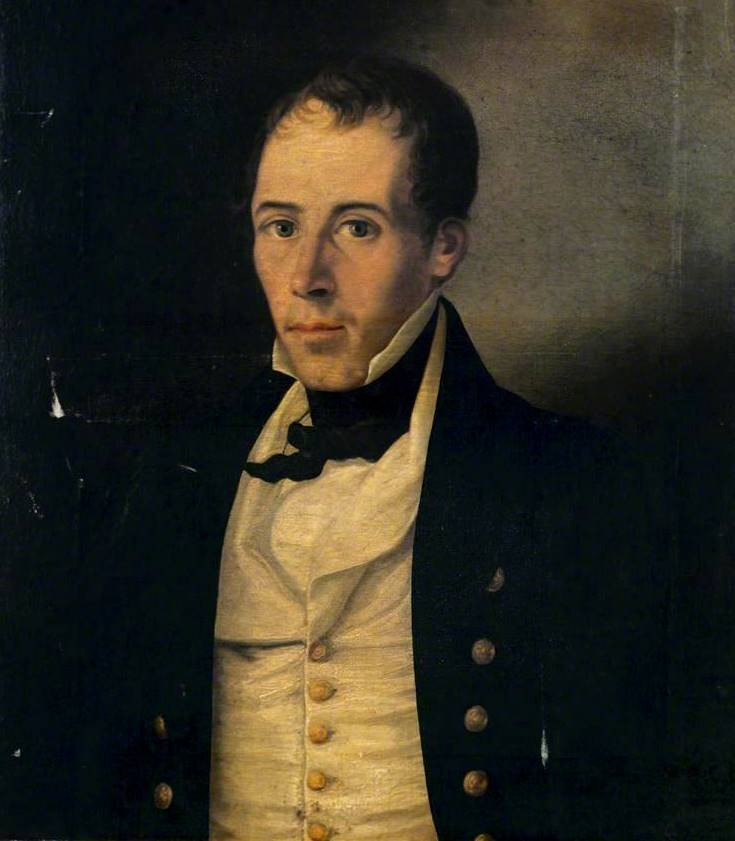
William Jameson, profesor de Villavicencio

Es importante que durante esos años se puso en vigencia un decreto presidencial que reabría las cátedras de química y botánica en la universidad, como materias subsidiarias de la enseñanza de la medicina, para cuya conducción había sido escogido con anticipación el Dr. William Jameson, médico inglés, que había prestado sus servicios al Estado ecuatoriano desde los inicios de su vida republicana. Hay constancia de que estas cátedras funcionaron hasta 1838 con el Dr. Manuel Espinosa como profesor. Quizá fue el interés profesional de Manuel Villavicencio por las ciencias naturales y la feliz coincidencia de sus primeros años universitarios con el eminente naturalista Dr. Jameson lo que le llevó a dar preferencia a la química y a las ciencias biológicas sobre la medicina, que lo estudiaría posteriormente. Lo que se sabe es que en 1844 se le concedieron los títulos de Licenciado en Farmacia y Química. Años más tarde ingresó en la Facultad de Medicina, pero, como amante de la investigación botánica, emprendió numerosos viajes fuera de Quito. Esta práctica era común en los estudiantes de esta ciencia como fue el caso de José Mejía Lequerica quien también se dedicó a herborizar alrededor de lo que hoy es Santo Domingo, como parte de la Real Expedición Botánica al Nuevo Reino de Granada. Esto sin embargo aplazó sus estudios y se cree que debería haberse graduado como médico a más tardar en el año 1846, pues en esa época la carrera de medicina ya duraba seis años, pero por diversas circunstancias, Villavicencio no se doctoró sino hasta 1858, cuando tenía 36 años.

### Primeras investigaciones
Su curiosidad y afán investigativo le llevarían en 1846 a emprender un viaje de un año a Archidona. Su diario de viaje lo presentaría en un informe dirigido al Presidente Vicente Ramón Roca. Ahí comunicó sus observaciones en la provincia de Napo sobre la geografía y la historia natural. A su regreso, trajo consigo un herbario, animales, insectos y fósiles, algunos de los cuales entregó a Roca y el resto los depositó en Yavirac. Siempre se preocupó por el desarrollo de la Amazonía de Ecuador, región que estaba en disputa frente a Perú, después de las reformas, la creación de la Comandancia General de Maynas y las guerras de la independencia, las fronteras habían quedado por definir y el territorio, botánica y antropológicamente por estudiar. Por esta razón lucharía, en vano, por la apertura de caminos hacia el este, pero la pobreza de las finanzas públicas era tal que el proyecto no pudo realizarse a pesar de las buenas intenciones de los gobiernos de esa época. Similar frustración encontraría Luis A. Martínez que los expresaría, años más tarde en sus escritos titulados "Camino al oriente".

### Gobernador y científico

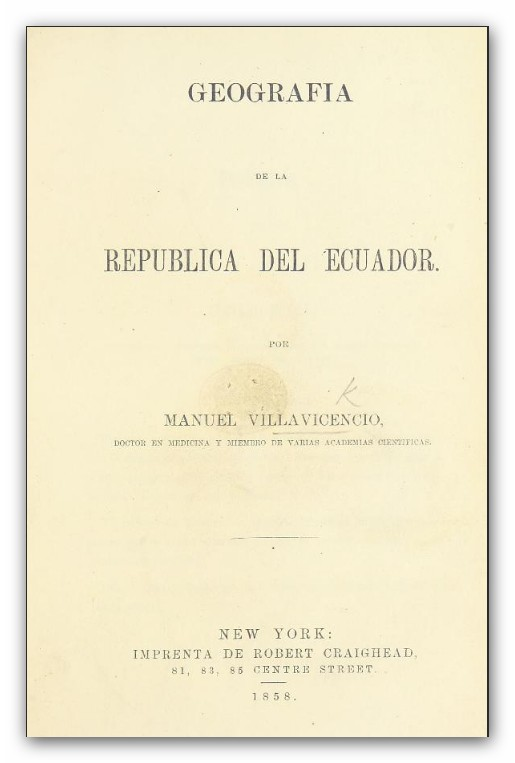
Geografía de la República del Ecuador

Con la llegada de José María Urbina, se llevarían a cabo varios cambios radicales en la política de Ecuador. Por un lado, había decretado la manumisión de los esclavos en 1851, lo que permitía la liberación de mano de obra en la región litoral. Por otro lado, expulsaría a los jesuitas en 1852, debido en parte al anticlericalismo de la época. Sin embargo, esta orden religiosa desplegaba las misiones en la Amazonía de Ecuador y su expulsión ponían en peligro la soberanía de Ecuador en esa región debido a la falta de definición limítrofe. Ambas medidas serían claves en la vida de Villavicencio quien tenía propiedades en Esmeraldas, la provincia con mayor proporción de afroecuatorianos, y al mismo tiempo buscaba desarrollar la amazonía y estudiarla desde un punto de vista más científico. Por esta razón, ese mismo año Urbina le nombraría gobernador de la provincia oriental.
Durante su trabajo como gobernador, Villavicencio se dedicó al desarrollo a través de la comunicación, transporte y agricultura, mientras al mismo tiempo estudiaba su flora, registraba su fauna y mapeaba su territorio. Por esta razón llevó varios apuntes de sus investigaciones y utilizó los escasos recursos que disponía para construir caminos, puentes y otras obras públicas que facilitaran el acceso a la zona. Fueron famosos los puentes de Tarabita, y también sembró rastrojos y recolectó insectos y plantas medicinales, exponiéndose a múltiples y variados peligros. Probó la ayahuasca, una planta alucinógena que le provocó primero sueños placenteros y luego terroríficos. La ayahuasca era utilizada a menudo por los yachag y los sabios indígenas para contactar con los espíritus ancestrales. Villavicencio fue uno de los primeros científicos americanos que probó los efectos oníricos de la planta e informó sobre sus consecuencias. Sobre su experimentación con ayahuasca reportó tanto su experiencia personal como los efectos que vio en las personas de la comunidad shuar que lo tomaban. Registró los siguiente:

Su acción parece excitar el sistema nervioso; todos los sentidos se avivan y todas las facultades se despiertan; se sienten vértigos y vueltas en la cabeza, luego una sensación de ser levantado en el aire e iniciar un viaje aéreo; el poseído comienza en los primeros momentos a ver las más deliciosas apariciones, de conformidad con sus ideas y conocimientos: los salvajes (al parecer los Zaparo del oriente ecuatoriano) dicen que ven lagos bellísimos, bosques cubiertos de frutas, los pájaros más bonitos que les comunican las cosas más agradables y favorables que quieren oír, y otras cosas hermosas relacionadas con su vida salvaje. Cuando pasa este instante comienzan a ver terribles horrores que salen a devorarlos, cesa su primer vuelo y descienden a tierra para combatir a los terrores que les comunican todas las adversidades y desgracias que les esperan
Manuel Villavicencio

Por su parte, los miembros de la comunidad shuar eran capaces de prever y responder con exactitud a situaciones complicadas, ya sea para contestar a otras tribus en temas bélicos o para entender la estrategia de sus enemigos. Consumían ayahuasca con el fin de tomar medidas adecuadas en defensa y ataque, o también para saber cuando un pariente estaba enfermo, así como tomar decisiones de acoger a extranjeros o asegurar el amor de mujeres. Esto lo hacían a través de sueños que reunían a los recuerdos que había en sus visiones. Posteriormente tomaban decisiones.
Si bien sus investigaciones habían empezado antes del nombramiento en 1952, fue a partir de este año cuando viajó por segunda vez a Oriente, con el objetivo de enviar sus investigaciones al polígrafo italiano Adriano Balbi,  quien era un geógrafo estimado en todo el mundo y muy deseoso de obtener y recopilar datos del Ecuador con el fin de publicarlos en un segundo compendio de su geografía universal. Sin embargo, la obra del italiano se vería truncada por su temprana muerte en 1848 y Villavicencio se quedó con las investigaciones por desarrollar y publicar.

### Publicación de su obra

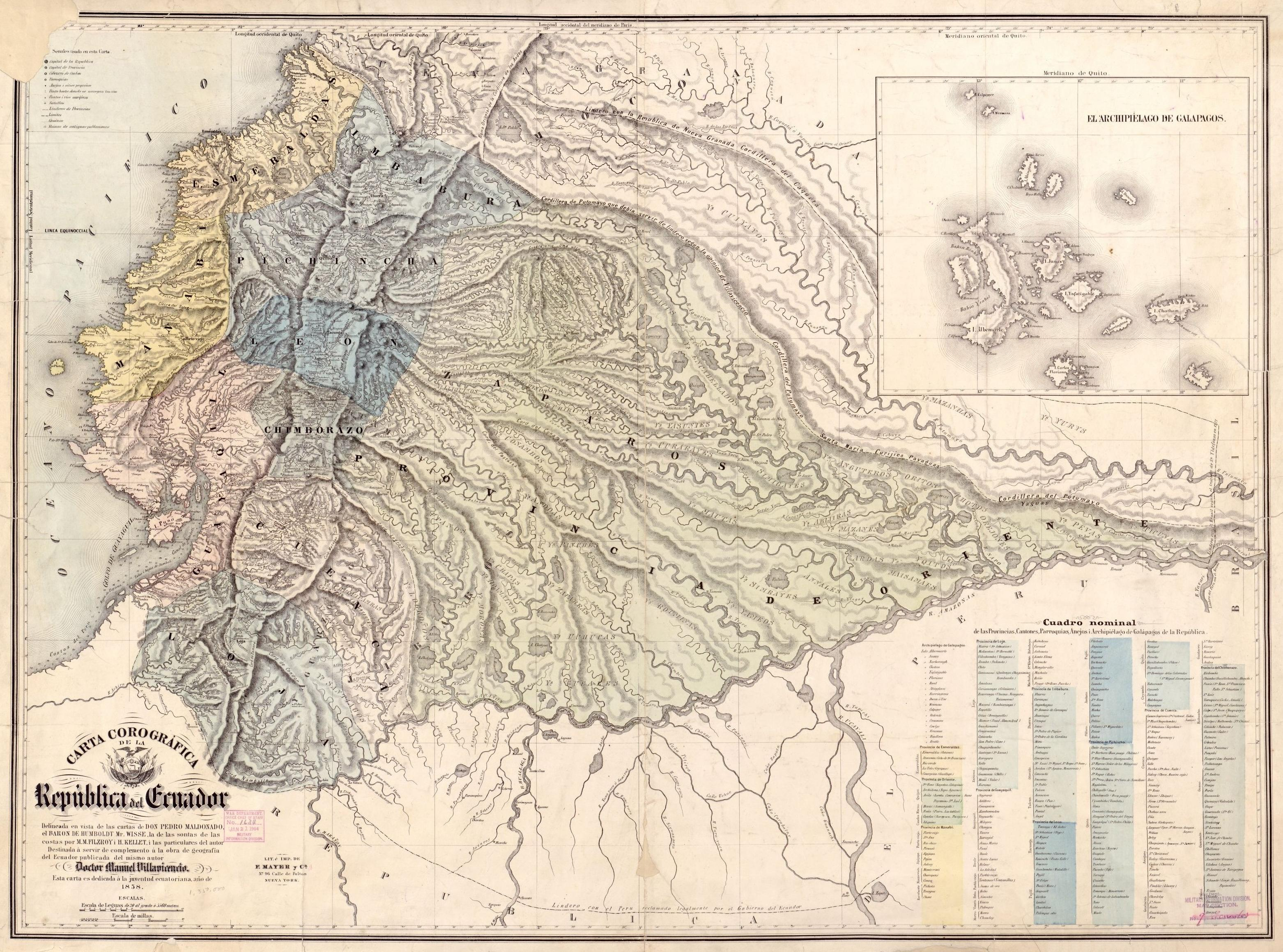
Carta del Ecuador de 1858, por Manuel Villavicencio

Después de su trabajo como gobernador, se dedicó a poner en orden sus apuntes y a buscar un trabajo que le permitiera adquirir los fondos necesarios para terminar sus investigaciones. Dos años más tarde, en 1856, viajó a Guayaquil, donde abrió una farmacia para poder subsistir. Entabló amistad con el Dr. Luciano Moral, vicerrector del Colegio San Vicente del Guayas, quien le ofreció una cátedra en esa institución educativa. 
A pesar de sus orígenes aristocráticos, su fortuna, que no había sido poca, había menguado considerablemente y corría peligro de extinguirse. Esto por el trauma de las guerras de independencia que destruyeron el patrimonio de muchas familias acomodadas, así como por la situación precaria e inestable de las nacientes repúblicas que impedían su recuperación. Además, Villavicencio destinaba ingentes recursos a sus investigaciones lo que empezó a poner en riesgo su estabilidad económica. Tal vez por ello regresó a Quito en busca de un puesto fijo que le diera los medios para escribir una "Geografía del Ecuador", obra que ya tenía esbozada, habiendo dibujado varios mapas geográficos muy primitivos. Después buscaría lugares donde poder publicar sus investigaciones para mayor difusión de su obra. En 1858 terminó su "Geografía del Ecuador", y gracias a la protección económica que le concedió el ciudadano argentino Juan Antonio Gutiérrez, cónsul de su país y de Chile en Guayaquil, pudo viajar a Nueva York en 1859 y costear la primera edición de su obra. Se imprimió al mismo tiempo que la "Carta Geográfica de la República del Ecuador", cuyo suplemento fue publicado por la imprenta de F. Mayer y Cia. de Nueva York. La escala que utilizó es de 1:1.350.000 aproximadamente, "trazado con respecto a otros mapas más antiguos como los de Pedro Vicente Maldonado, Barón de Humbolt, Sebastián Wisse y los de Sondeo de las Costas M. Fritz Roy y H. Kellet".
Un año después en 1860 publicaría en Valparaíso un "Apéndice a la Geografía del Ecuador y Defensa del Páramo", con 73 páginas de texto y un mapa. Este trabajo contenía noticias etnográficas y sociológicas sobre las tribus nativas de la Amazonía y también buscaba  establecer nuestros derechos territoriales en relación con los países vecinos. Por esta razón también publicaría en Chile, país que muchas ocasiones apoyó en cuestiones limítrofes a Ecuador frente a Perú. Cuatro años más tarde, en 1864, Villavicencio sería miembro de la Academia Nacional Científica y Literaria de Quito, por lo que un año después publicó en la Imprenta Nacional las "Memorias leídas en la fundación de la Academia Nacional de Quito el 8 de diciembre de 1864". En aquella Academia se encontraban las principales figuras de la intelectualidad y política de Ecuador como Gabriel García Moreno, Mariano Cueva, Rafael Carvajal, Pablo Herrera, Sebastián Wisse, William Jameson. En sus años finales participaría en el Congreso Nacional como diputado siempre cercano a los liberales, por lo que García Moreno no lo tomaría en cuenta durante su gobierno. Murió en Quito el 12 de enero de 1871, cuando muchos esperaban más de su gran talento e ilustración.

## Obras

### Listado de publicaciones
- Carta Geográfica de la República del Ecuador
- Memorias sobre la fundación de la Academia Nacional Científica y Literaria de Quito
- Apéndice a la Geografía del Ecuador y Defensa del Páramo

- Geografía del Ecuador:

1. Geografía Física General, con descripciones del globo terráqueo, posiciones astronómicas, accidentes geográficos
2. Geografía antes de la Conquista Española, donde describe la historia recién editada de Juan de Velasco
3. Geografía Descriptiva, con los tres distritos y sus cantones, municipios, anexos y pueblos, noticias etnográficas, planos y litografías de pueblos, planos y una de sus caras.

### Galería
Su obra es rica en ilustraciones que tienen un valor histórico importante porque reflejan la cultura decimonónica en Ecuador, así como el estado de la naturaleza y ruinas arqueológicas durante ese tiempo. Villavicencio estudió los volcanes, los represntó y calculó sus dimensiones para completar los trabajos que había empezado Alexander von Humbodlt.

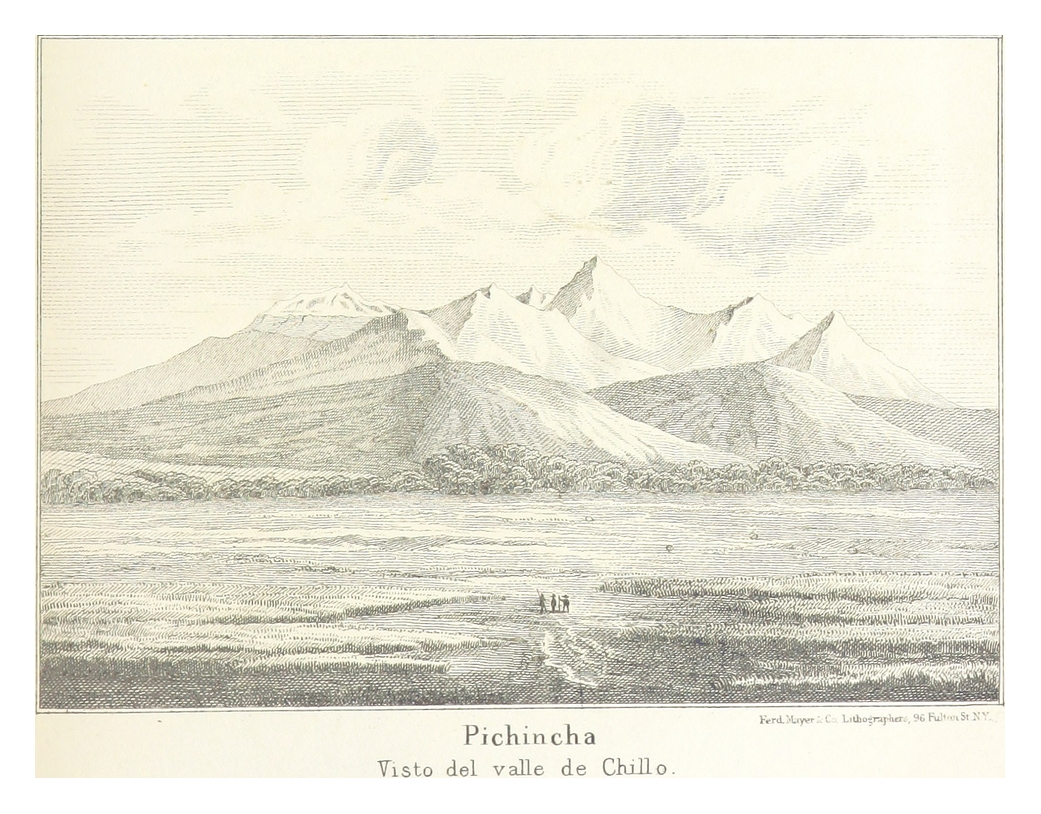
Volcán Pichincha
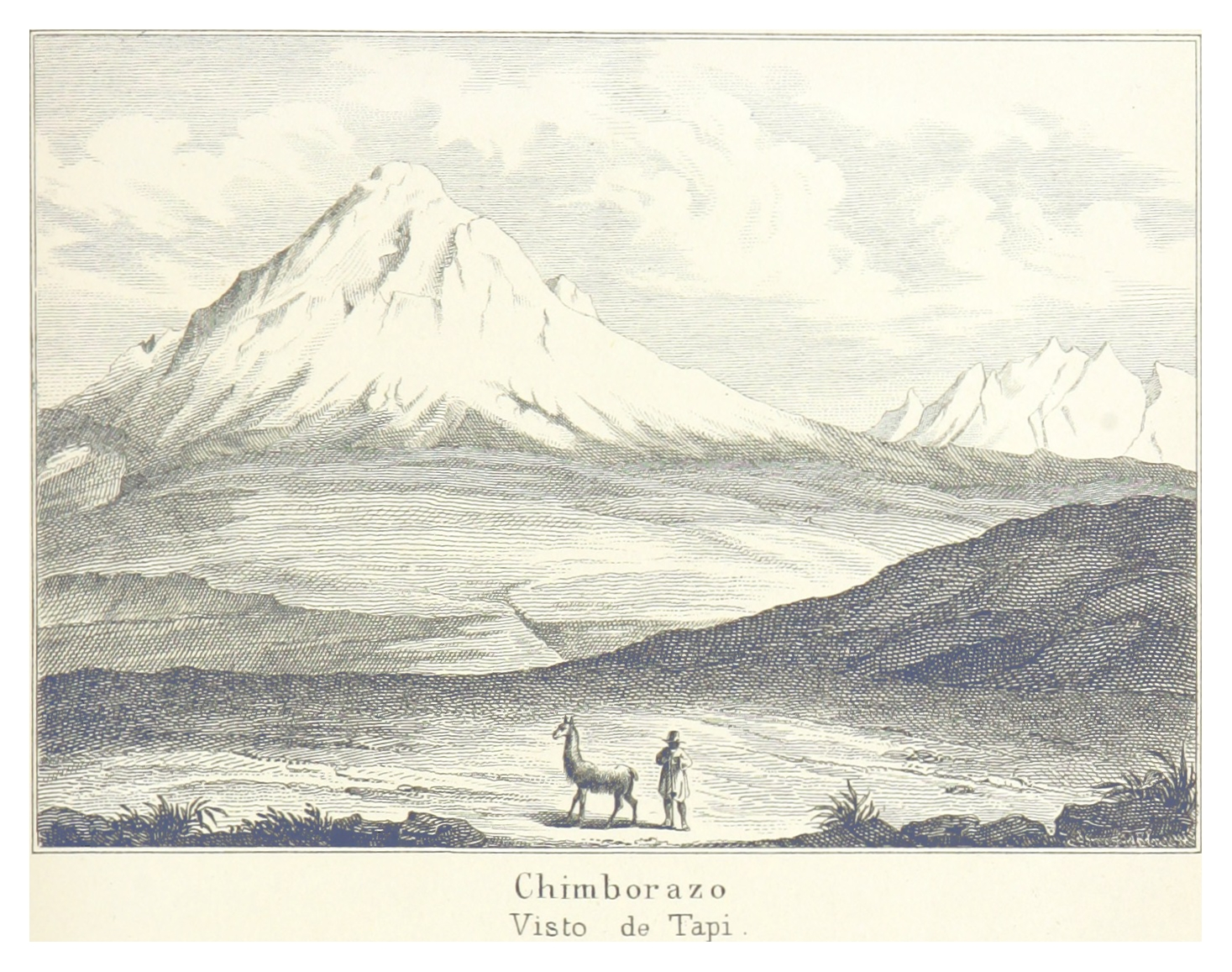
Volcán Chimborazo
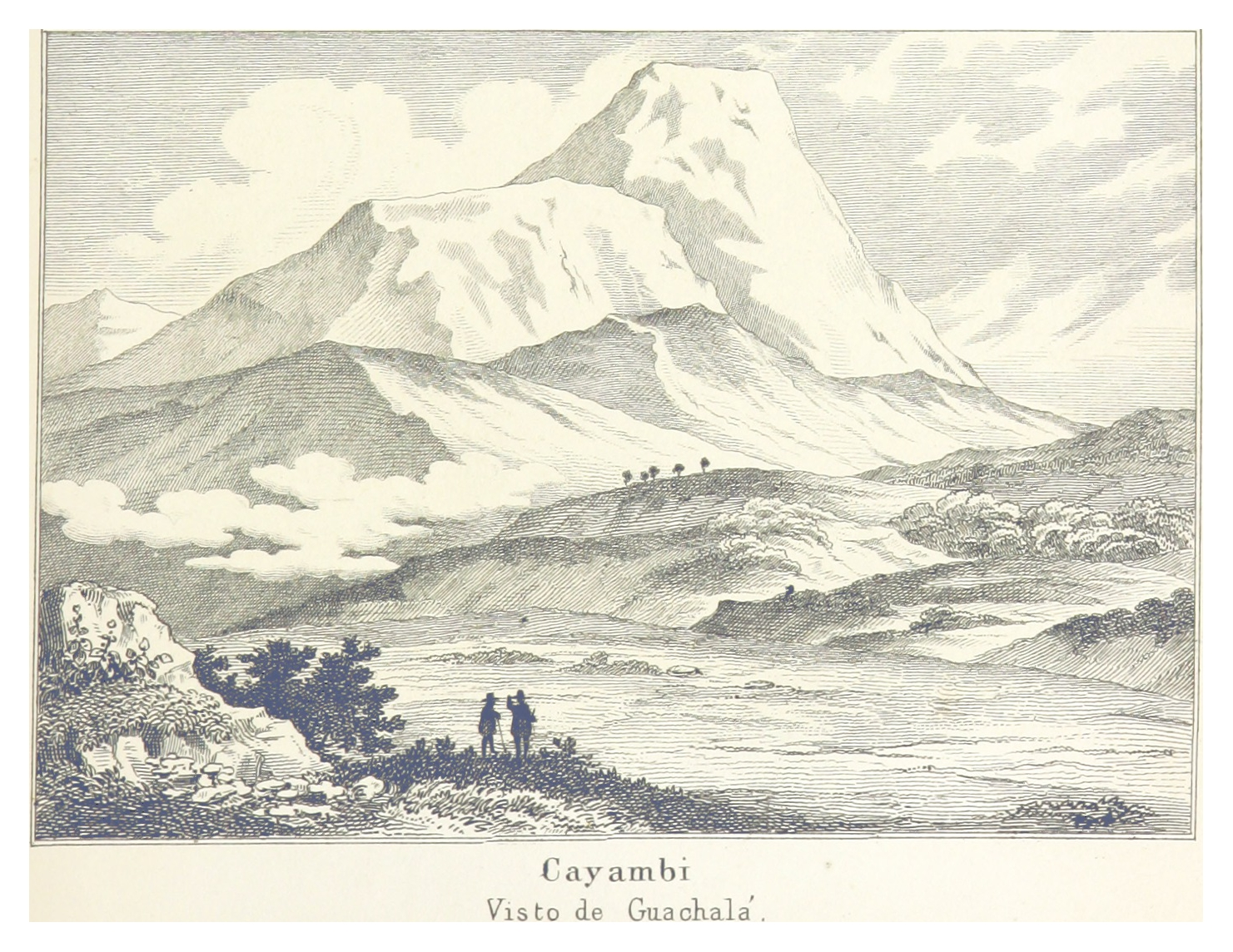
Volcán Cayambe
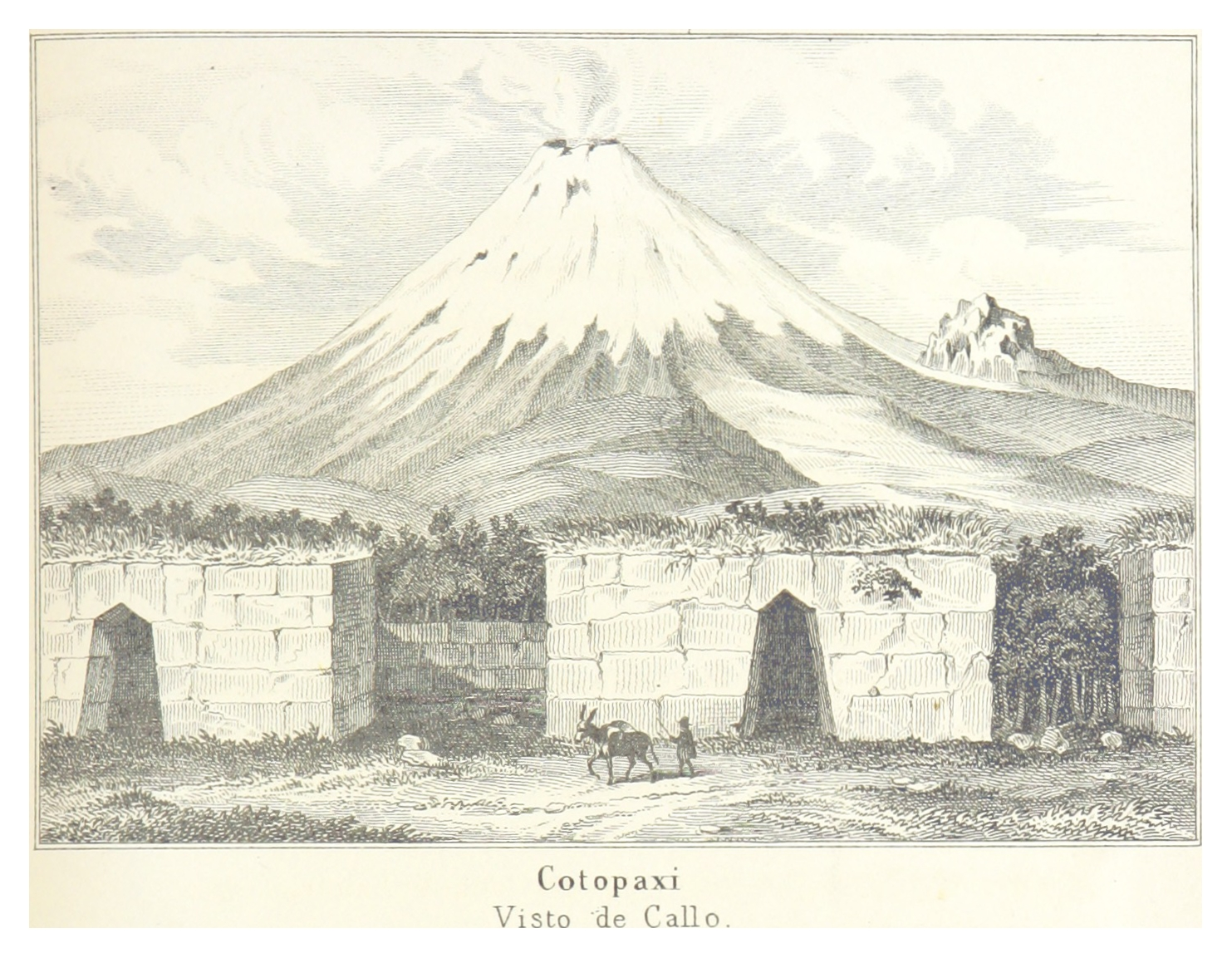
Volcán Cotopaxi

Sobre sus investigaciones antropológicas y sus exploraciones en los andes de Ecuador se tienen las siguientes ilustraciones de lugares representativos:

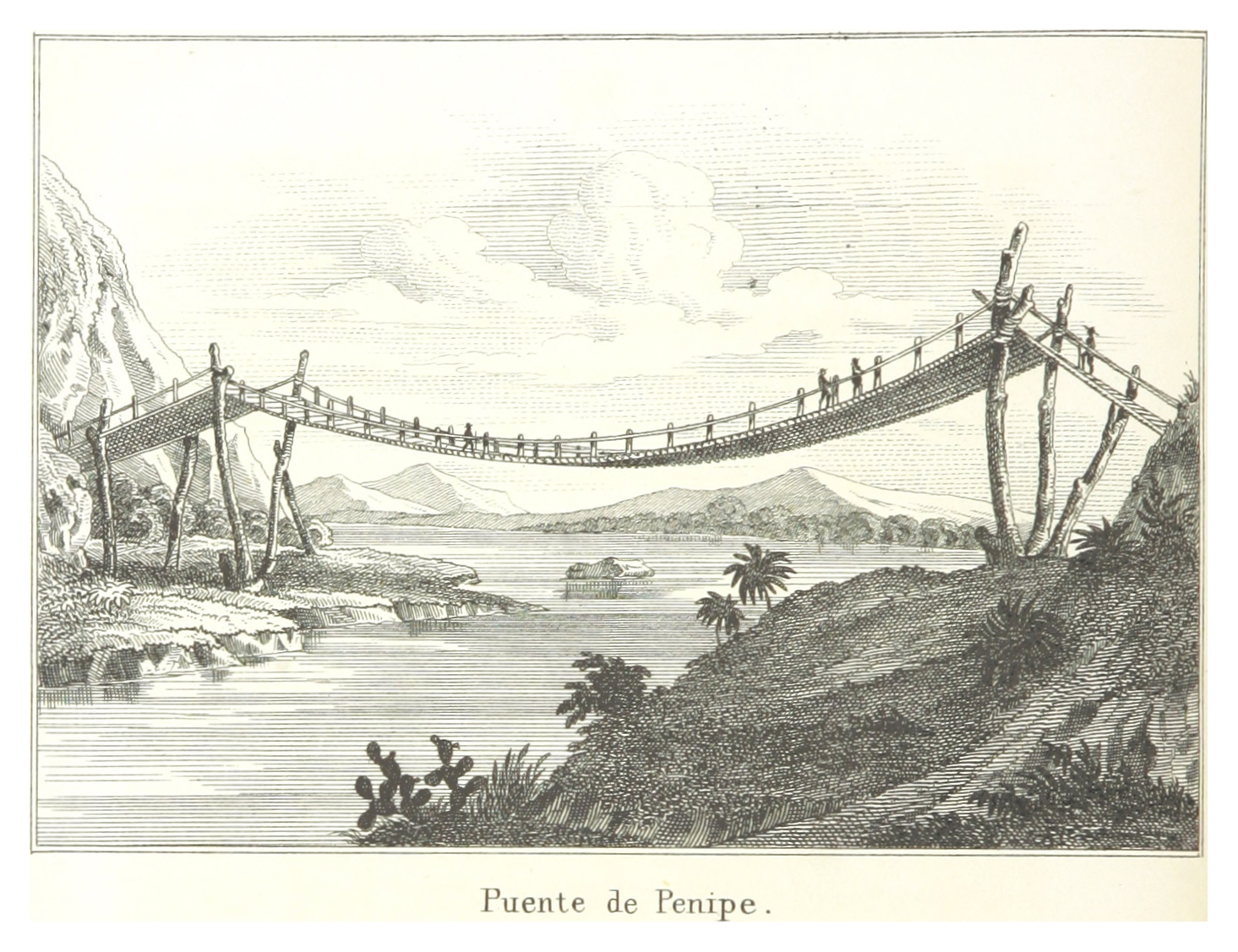
Puente de Penipe
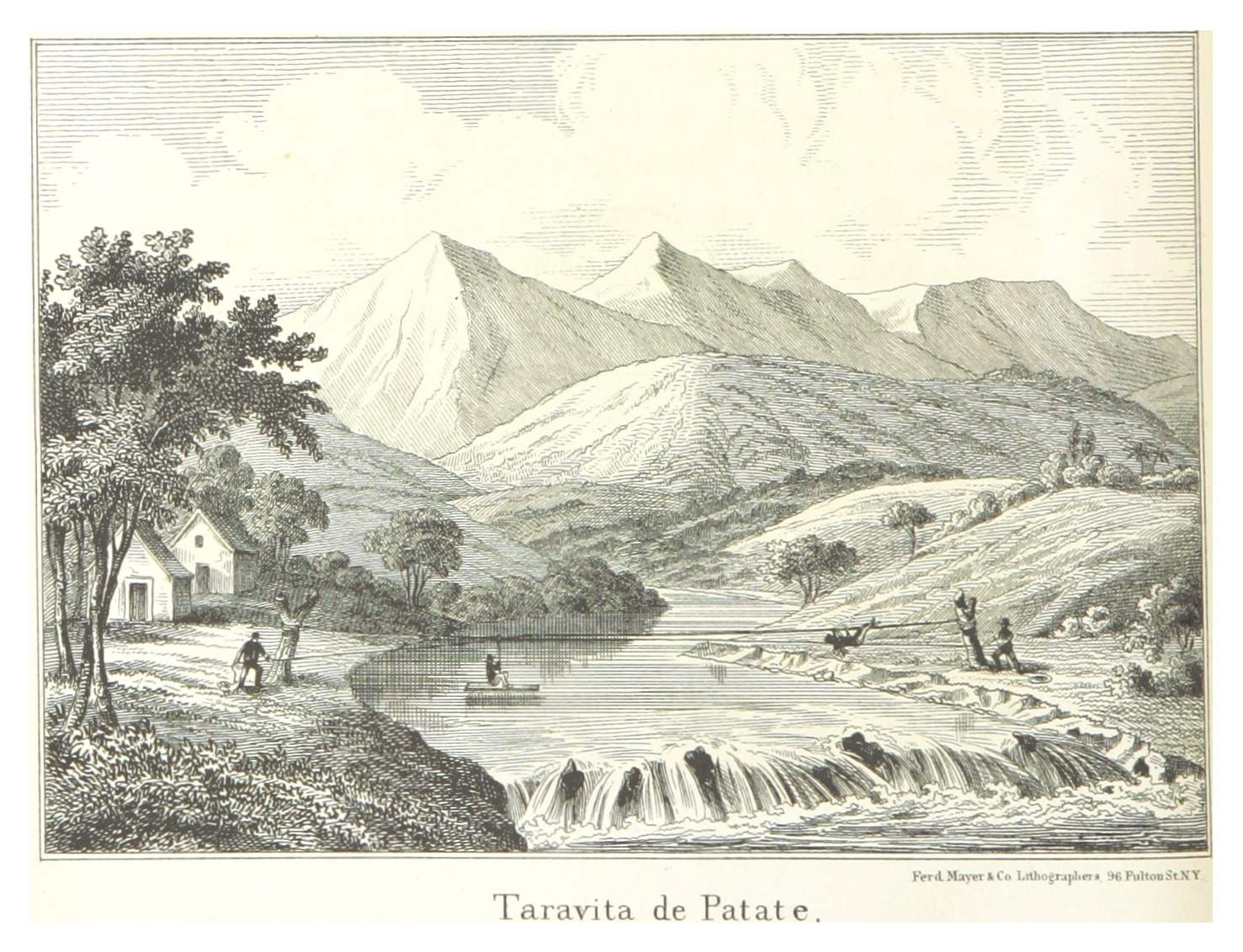
Taravita de Patate
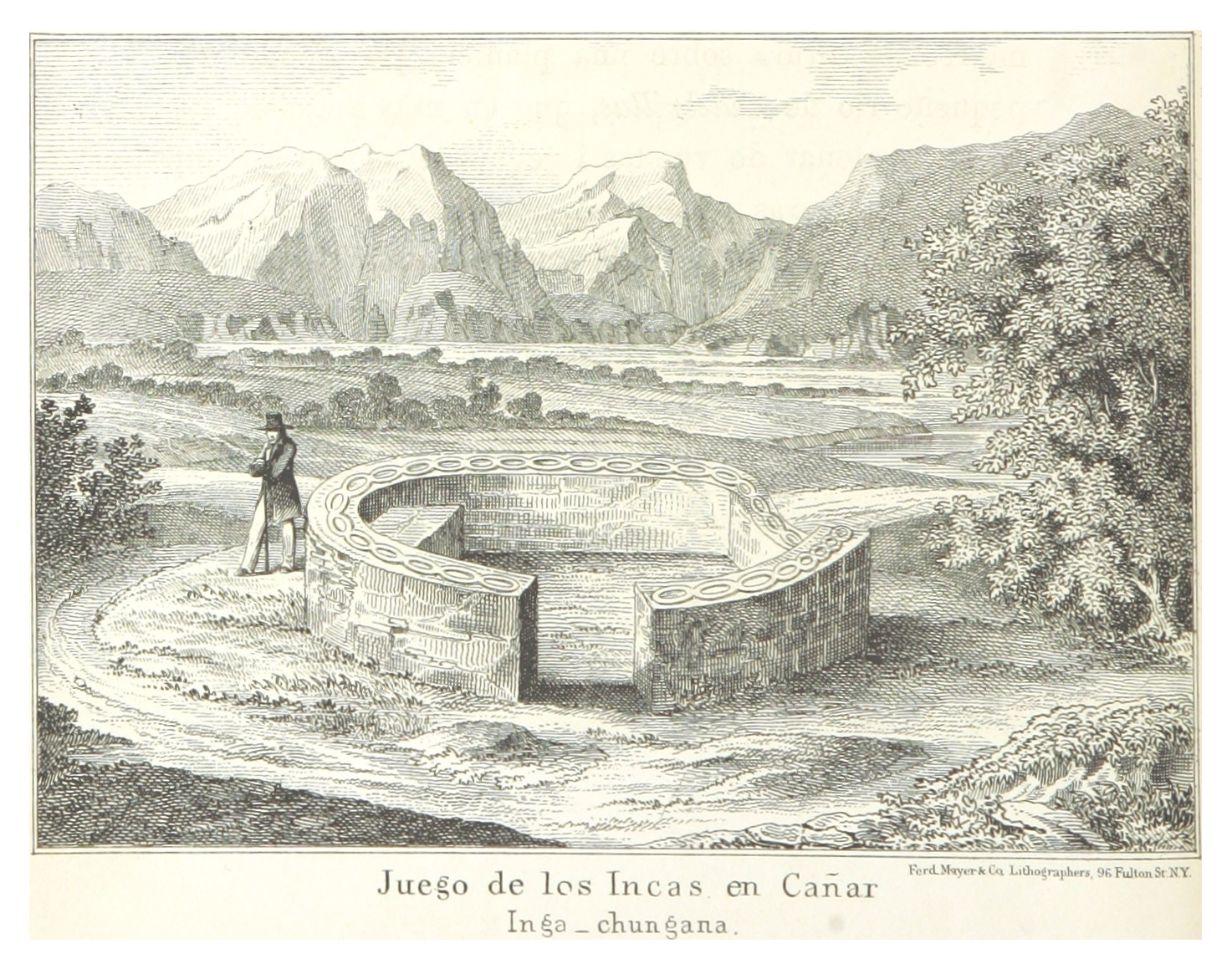
Ruinas incáicas en Cañar
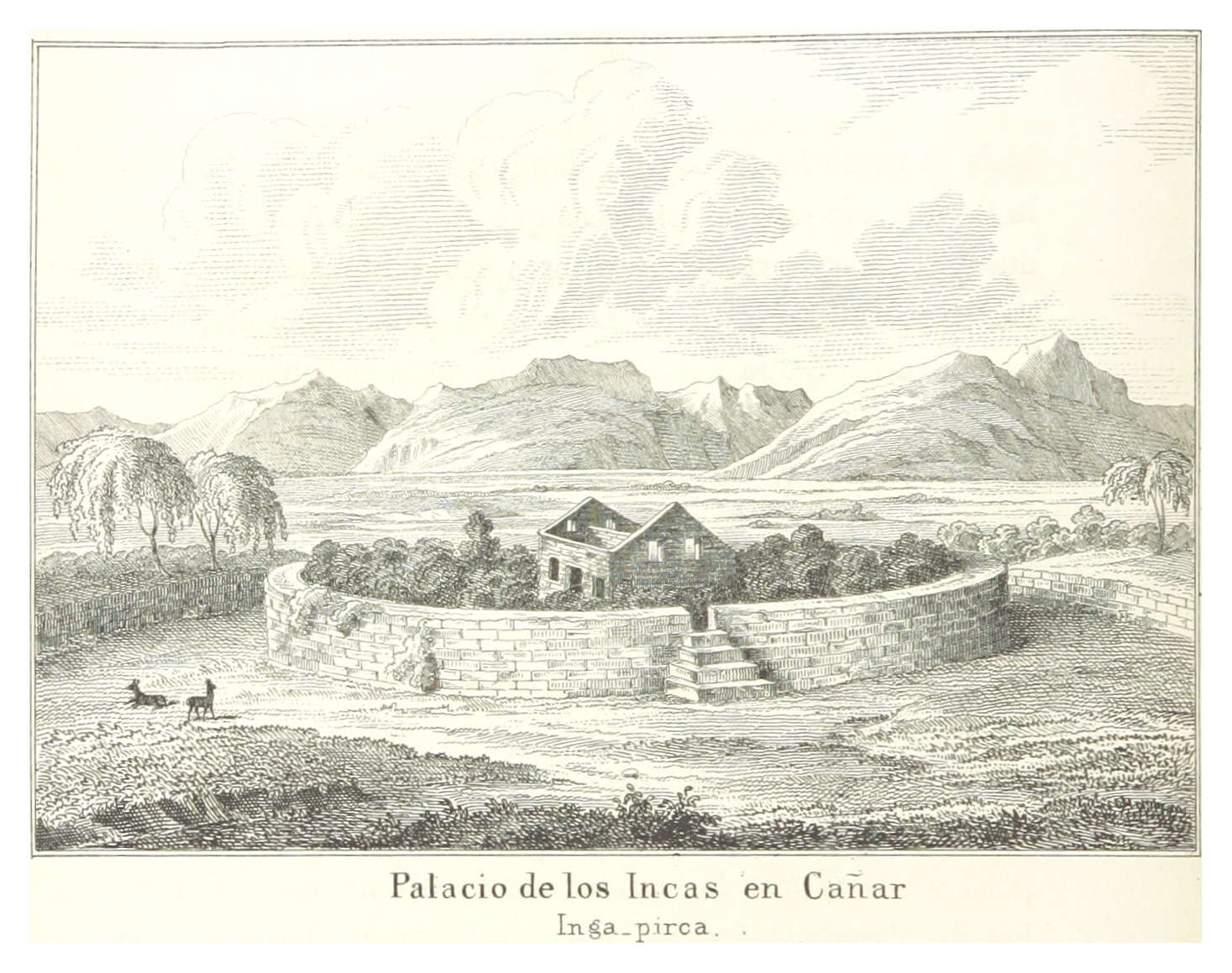
Palacio de los incas en Cañar (Ingapirca)

De sus expediciones a la Amazonía, alrededor de la provincia del Napo podemos ver los caminos y ríos que se debieron tomar, y la falta de infraestructura que luchó para cambiar, como gobernador.

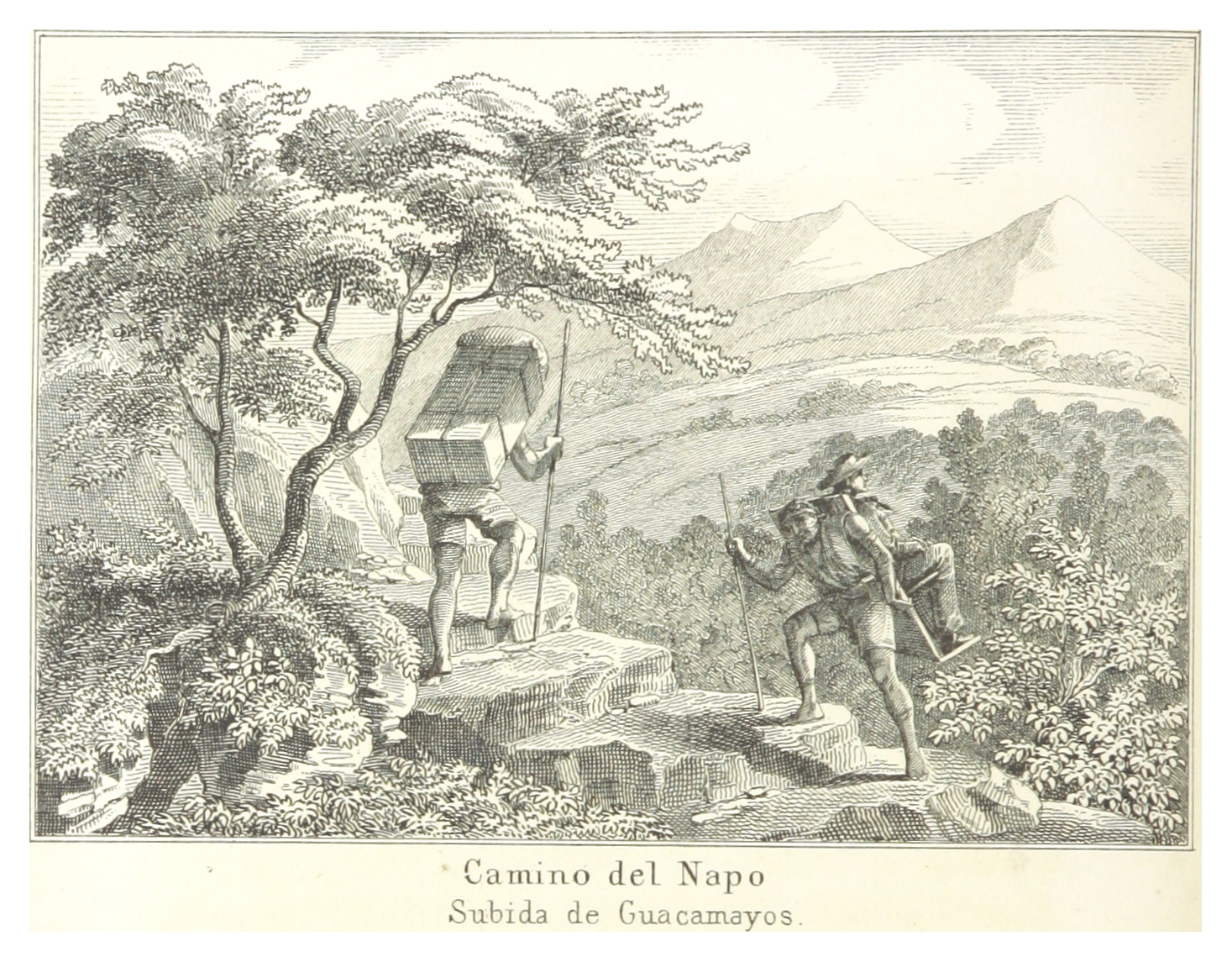
Camino del Napo
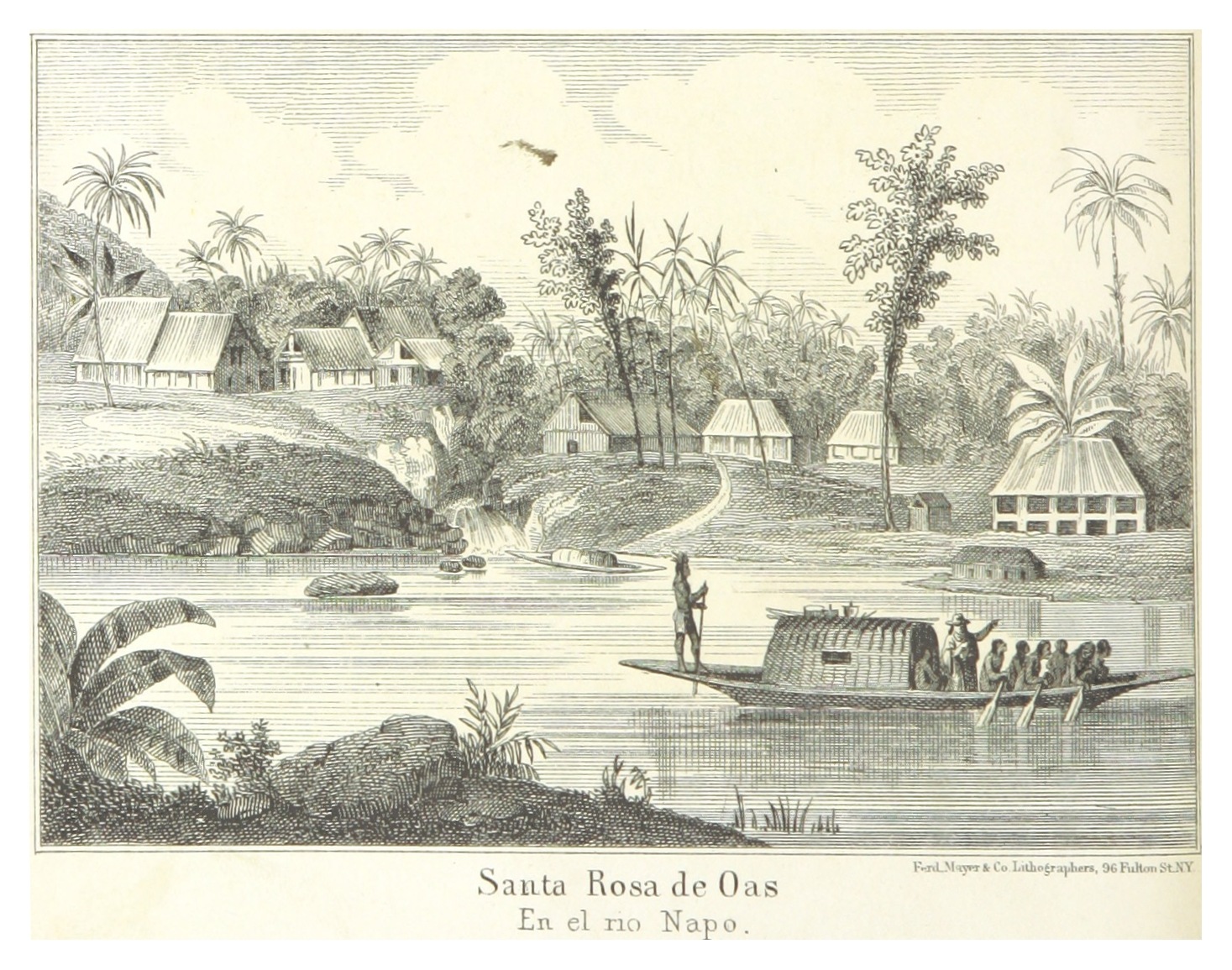
Santa Rosa de Oas, provincia del Napo

## Legado
Fue un gran científico y luchó por mejorar las condiciones de vida de sus habitantes. Su obra fue criticado por Richard Spruce en 1861 por algunas limitaciones, aunque esto no impidió que sea el único mapa geográfico que utilizado en Ecuador durante esa época, para la instrucción pública hasta que apareció el realizado por Teodoro Wolf, y posteriormente el famoso mapa de Enrique Vacas Galindo, ya en los primeros años del siguiente siglo. Por otro lado, por el descubrimiento de varios fósiles y tiestos, es considerado el fundador de los trabajos paleontológicos y arqueológicos en el Ecuador, que serían continuados ya formalmente por Federico González Suárez. Por su geografía y mapa geográfico, ha pasado a la historia nacional como uno de los más grandes científicos del siglo XIX.
En su honor la Casa de la Cultura emitió un número del Boletín de Informaciones Científicas Nacionales, donde destacan su legado de la siguiente manera:

Manuel Villavicencio es un hombre de las capacidades, del temple y la valía de Don Pedro Vicente Maldonado; no por nada, el primero, llevaba en sus venas la sangre del segundo; uno y otro son dos astros de nuestra historia científica: Maldonado, geógrafo, ingeniero, de un valor enciclopédico en tantas disciplinas. Villavicencio también fue un hombre que superó a su época, con la circunstancia, que habla en pro de Don Manuel, de que este personaje estuvo peor colocado en cuanto a facilidades de estudios que su antecesor Pedro Vicente, pues, aunque Maldonado es más antiguo, su vida y trabajos se desarrollaron en una época de paz, por consiguiente, propicia para las actividades intelectuales, en cambio que Villavicencio nació cuando vencíamos en Pichincha, pero empezó a vivir cuando nacía la República, esto es, en los comienzos de la malhadada época floreana, de durísima prueba para la naciente patria, que, con pequeñas alternativas se prolongará hasta el año de su fallecimiento, pues, Villavicencio murió en 1871. Todo este período se caracteriza por una interminable colección de luchas fratricidas y aun con los países limítrofes; por la imposición de las más oprobiosas dictaduras aun en tiempos de constitucionalidad; por la falta de luces en todas las esferas sociales aun en las encopetadas; y por la desidia de las autoridades e inclusive del hogar para instruir a las gentes, así no fuera sino en los elementales pasos. Y fue de esta atmósfera de sangre, de odio y de obscuridad que emergió un hombre de luces y de paz: este hombre fue el Doctor Manuel Villavicencio y Montúfar, que llegó a la vida en Quito, en un día del año de 1822 y que cerró sus ojos en la misma urbe, el 12 de Enero de 1871.
BICN N° 84, Casa de la Cultura Ecuatoriana